# Choanotaenia infundibulum
Choanotaenia infundibulum är en plattmaskart som först beskrevs av Bloch 1779.  Choanotaenia infundibulum ingår i släktet Choanotaenia och familjen Dilepididae. Inga underarter finns listade i Catalogue of Life.